# Dreamland Egypt Classic 1999
Il Dreamland Egypt Classic 1999 è stato un torneo di tennis giocato sulla terra rossa. È stata la 1ª edizione del torneo, che fa parte della categoria Tier III nell'ambito del WTA Tour 1999. Si è giocato a Il Cairo in Egitto i, dal 19 al 25 aprile 1999.

## Campionesse

### Singolare
Arantxa Sánchez-Vicario ha battuto in finale  Irina Spîrlea con il punteggio di 6–1, 6–0

### Doppio
Laurence Courtois /  Arantxa Sánchez-Vicario hanno battuto in finale  Irina Spîrlea /  Caroline Vis con il punteggio di 7–5, 1–6, 7–6